# Apatolestes albipilosus
Apatolestes albipilosus är en tvåvingeart som beskrevs av Noelle M. Brennan 1935. Apatolestes albipilosus ingår i släktet Apatolestes och familjen bromsar. Inga underarter finns listade i Catalogue of Life.